# Gesetz zur Befreiung von Nationalsozialismus und Militarismus

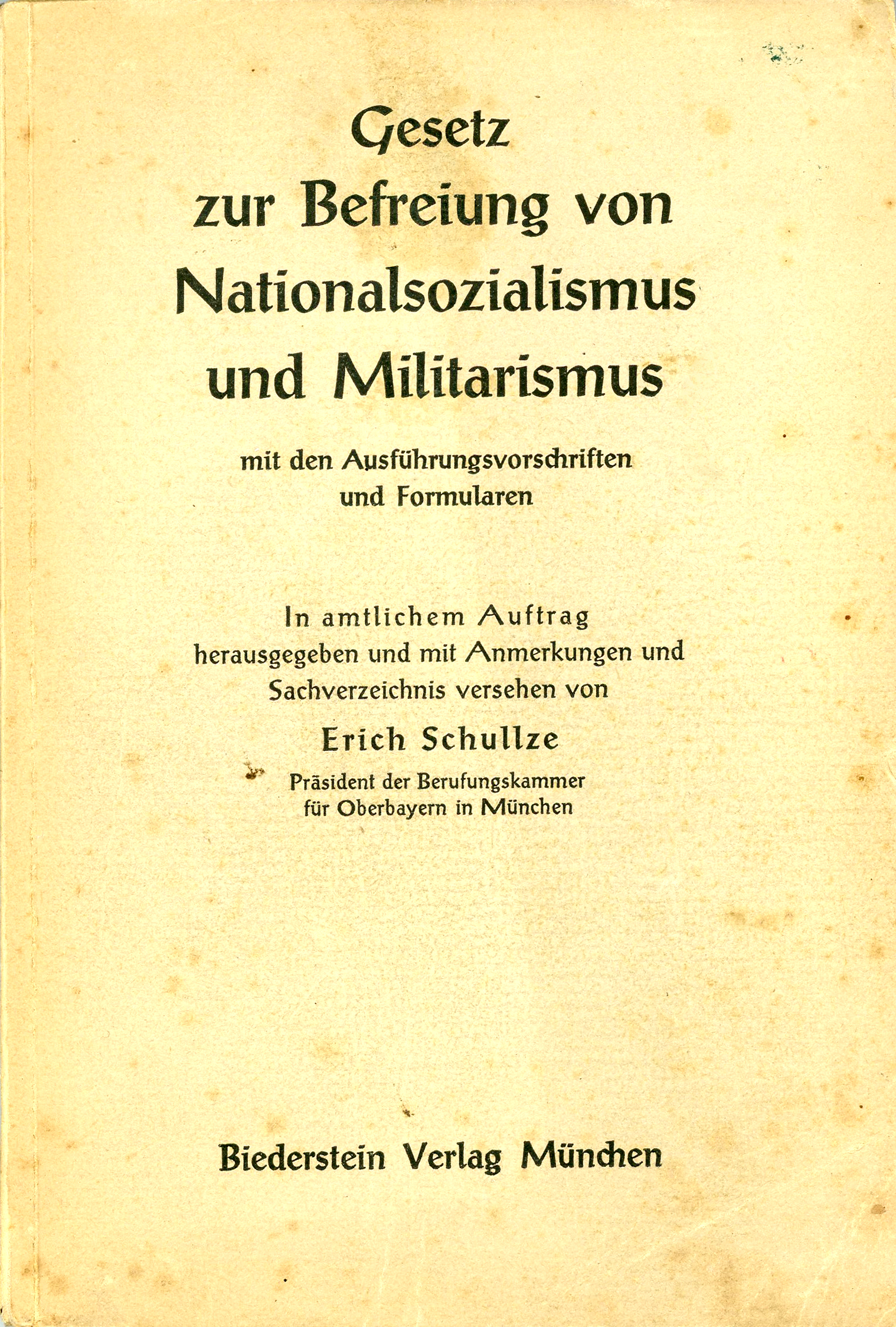
Gesetz zur Befreiung von Nationalsozialismus und Militarismus, (Befreiungsgesetz)

Das Gesetz zur Befreiung von Nationalsozialismus und Militarismus vom 5. März 1946, kurz Befreiungsgesetz, wurde vom Länderrat des amerikanischen Besatzungsgebietes als Gesetz Nr. 104 verabschiedet und sollte im Sinne der Entnazifizierung alle Deutschen, die die nationalsozialistische Gewaltherrschaft aktiv unterstützt hatten, von der Einflussnahme auf das öffentliche, wirtschaftliche und kulturelle Leben ausschließen und zur Wiedergutmachung verpflichten. Die Befreiung vom Nationalsozialismus und Militarismus wurde von den Alliierten seit der Potsdamer Konferenz als unerlässliche Vorbedingung für den politischen, wirtschaftlichen und kulturellen Wiederaufbau angesehen.
Das Gesetz kam auf Initiative des amerikanischen Militärgouverneurs Lucius D. Clay zustande und regelte die Spruchkammerverfahren in Bayern, Groß-Hessen und Württemberg-Baden. Zuständig für die Durchführung des Gesetzes war in Bayern der Staatsminister für Sonderaufgaben. Die zuständigen Minister in Württemberg-Baden waren vom 7. April 1946 bis 3. Februar 1948 Gottlob Kamm (SPD) und vom 3. Februar 1948 bis 3. Oktober 1948 Walter Koransky (beauftragt).
Im Laufe des Jahres 1946 wurde das Befreiungsgesetz auf alle Besatzungszonen übertragen.
Vorausgegangen waren das Gesetz Nr. 8 der Militärregierung in der amerikanischen Besatzungszone zur Befreiung auf dem Gebiet der gewerblichen Wirtschaft vom 26. September 1945 sowie die Kontrollratsdirektive Nr. 24 vom 12. Januar 1946 zur Entfernung von Nationalsozialisten und Personen, die den Bestrebungen der Alliierten feindlich gegenüberstehen, aus Ämtern und verantwortlichen Stellungen.

## Inhalt
Das Gesetz umfasst 67 Artikel und eine Anlage, die aus einem Teil A und einem Teil B besteht und einen Teil des Gesetzes bildet.
- I. Abschnitt Grundsätze (Art. 1 bis 22)
- II. Abschnitt Der Minister (Art. 23 bis 57)
- III. Abschnitt Gesetzliches Tätigkeits- und Beschäftigungsverbot (Art. 58 bis 61)
- IV. Abschnitt Übergangsbestimmungen (Art. 62)
- V. Abschnitt Schlussbestimmungen (Art. 63 bis 67).
- Anlage

### Grundsätze

#### Verantwortliche Personen
Alle Personen, „die die nationalsozialistische Gewaltherrschaft aktiv unterstützt oder sich durch Verstöße gegen die Grundsätze der Gerechtigkeit und Menschlichkeit oder durch eigensüchtige Ausnutzung der dadurch geschaffenen Zustände verantwortlich gemacht haben, sollten von der Einflußnahme auf das öffentliche, wirtschaftliche und kulturelle Leben ausgeschlossen und zur Wiedergutmachung verpflichtet werden“ (Art. 1).
Äußere Merkmale wie die Zugehörigkeit zur NSDAP, einer ihrer Gliederungen oder einer sonstigen Organisation waren für sich allein nicht entscheidend für den Grad der Verantwortlichkeit. Sie konnten zwar wichtige Beweise für die Gesamthaltung sein, aber durch Gegenbeweise ganz oder teilweise entkräftet werden. Umgekehrt war die Nichtzugehörigkeit für sich allein nicht entscheidend für den Ausschluss der Verantwortlichkeit (Art. 2 Abs. 2).
Zur gerechten Beurteilung der Verantwortlichkeit und zur Heranziehung zu Sühnemaßnahmen wurden folgende Gruppen gebildet (Art. 4):
1. Hauptschuldige
2. Belastete (Aktivisten, Militaristen, Nutznießer)
3. Minderbelastete (Bewährungsgruppe)
4. Mitläufer
5. Entlastete.

Art. 5 bis 13 enthalten Legaldefinitionen der einzelnen Gruppen.
Hauptschuldiger ist gem. Art. 5:
1. Wer aus politischen Beweggründen Verbrechen gegen Opfer oder Gegner des Nationalsozialismus begangen hat;
2. wer im Inlande oder in den besetzten Gebieten ausländische Zivilisten oder Kriegsgefangene völkerrechtswidrig behandelt hat;
3. wer verantwortlich ist für Ausschreitungen, Plünderungen, Verschleppungen oder sonstige Gewalttaten, auch wenn sie bei der Bekämpfung von Widerstandsbewegungen begangen worden sind;
4. wer sich in einer führenden Stellung der NSDAP, einer ihrer Gliederungen oder eines angeschlossenen Verbandes oder einer anderen nationalsozialistischen oder militaristischen Organisation betätigt hat;
5. wer sich in der Regierung des Reiches, eines Landes oder in der Verwaltung der früher besetzten Gebiete in einer führenden Stellung betätigt hat, wie sie nur von führenden Nationalsozialisten oder Förderern der nationalsozialistischen Gewaltherrschaft bekleidet werden konnte;
6. wer sonst der nationalsozialistischen Gewaltherrschaft außerordentliche politische; wirtschaftliche, propagandistische oder sonstige Unterstützung gewährt hat oder wer aus seiner Verbindung mit der nationalsozialistischen Gewaltherrschaft für sich oder andere sehr erheblichen Nutzen gezogen hat;
7. wer in der Gestapo, dem SD, der SS, Geheimen Feld- oder Grenzpolizei für die nationalsozialistische Gewaltherrschaft aktiv tätig war;
8. wer sich in einem Konzentrationslager oder Arbeitslager oder in einer Haft, Heil- oder Pflegeanstalt an Tötungen, Folterungen oder sonstigen Grausamkeiten in irgendeiner Form beteiligt hat;
9. wer aus Eigennutz oder Gewinnsucht aktiv mit der Gestapo, SS, SD oder ähnlichen Organisationen zusammengearbeitet hat, indem er Gegner der nationalsozialistischen Gewaltherrschaft denunzierte oder sonst zu ihren Verfolgungen beitrug.

#### Sühnemaßnahmen
In Art. 14 ff. folgen die Sühnemaßnahmen, die „nach dem Maß der Verantwortung und zur Ausschaltung des Nationalsozialismus und des Militarismus aus dem Leben unseres Volkes und zur Wiedergutmachung des angerichteten Schadens zu verhängen“ sind. Nach Art. 15 sind gegen Hauptschuldige folgende Sühnemaßnähmen zu verhängen:
1. Sie werden auf die Dauer von mindestens 2 und höchstens 10 Jahren in ein Arbeitslager eingewiesen, um Wiedergutmachungs- und Aufbauarbeiten zu verrichten. Politische Haft nach dem 8. Mai 1945 kann angerechnet werden. Körperlich Behinderte sind entsprechend ihrer Leistungsfähigkeit zu Sonderarbeit heranzuziehen;
2. ihr Vermögen ist als Beitrag zur Wiedergutmachung einzuziehen. Es ist nur der Betrag zu belassen, der unter Berücksichtigung der Familienverhältnisse und der Erwerbsfähigkeit zum notdürftigen Lebensunterhalt erforderlich ist. Sie unterliegen laufenden Sonderabgaben zu einem Wiedergutmachungsfond, soweit sie Einkommen beziehen;
3. sie sind dauernd unfähig, ein öffentliches Amt einschließlich des Notariats und der Anwaltschaft zu bekleiden;
4. sie verlieren ihre Rechtsansprüche auf eine aus öffentlichen Mitteln zahlbare Pension oder Rente;
5. sie verlieren das Wahlrecht, die Wählbarkeit und das Recht, sich irgendwie politisch zu betätigen und einer politischen Partei als Mitglied anzugehören;
6. sie dürfen weder Mitglieder einer Gewerkschaft noch einer wirtschaftlichen oder beruflichen Vereinigung sein;
7. es wird ihnen auf die Dauer von mindestens 10 Jahren untersagt, a) in einem freien Beruf oder selbständig in einem Unternehmen oder gewerblichen Betrieb jeglicher Art tätig zu sein, sich daran zu beteiligen oder die Aufsicht oder Kontrolle hierüber auszuüben; b) in nicht selbständiger Stellung anders als in gewöhnlicher Arbeit beschäftigt zu werden; c) als Lehrer, Prediger, Redakteur, Schriftsteller oder Rundfunk-Kommentator tätig zu sein;
8. sie unterliegen Wohnungs- und Aufenthaltsbeschränkungen und können zu gemeinnützigen Arbeiten herangezogen werden;
9. sie verlieren alle ihnen erteilten Approbationen, Konzessionen und Berechtigungen sowie das Recht, einen Kraftwagen zu halten.

Gegen Entlastete wurden keine Sühnemaßnahmen verhängt und das Verfahren eingestellt. „Entlastet“ war gem. Art. 13, wer trotz seiner formellen Mitgliedschaft oder Anwartschaft oder eines anderen äußeren Umstandes, sich nicht nur passiv verhalten, sondern nach dem Maß seiner Kräfte aktiv Widerstand gegen die nationalsozialistische Gewaltherrschaft geleistet und dadurch Nachteile erlitten hat.
Die strafgerichtliche Verfolgung stand einem Verfahren wegen der gleichen Tat nach dem Befreiungsgesetz nicht entgegen. Jedoch konnten bei der Auferlegung von Sühnemaßnahmen Strafen, die wegen der gleichen Handlung in einem Strafverfahren verhängt worden waren, berücksichtigt werden (Art. 22).

### Der Minister

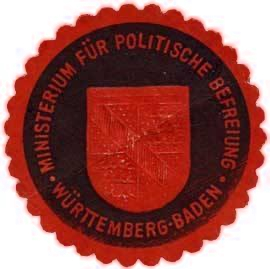
Siegelmarke des Ministeriums für politische Befreiung Württemberg-Baden

Die Ministerpräsidenten sollten einen Minister für politische Befreiung ernennen, der Ausführungsvorschriften zu diesem Gesetz erlässt. Er musste „seit langem Gegner der nationalsozialistischen Gewaltherrschaft und des Militarismus sein, für die Demokratie eintreten und sich zu den Grundsätzen des Gesetzes bekennen.“ In Bayern wurde z. B. das Bayerische Staatsministerium für Sonderaufgaben errichtet.
Vergleichbare Ministerien existierten auch in Hessen und Württemberg-Baden.
Für den ersten Rechtszug wurden in den Stadt- und Landkreisen Spruchkammern gebildet, für den zweiten Rechtszug Berufungskammern. Die Vorsitzenden, ihre Vertreter, die Beisitzer der Kammern und die öffentlichen Kläger wurden durch den Minister für politische Befreiung bestellt. Alle Personen, die mit der Durchführung des Gesetzes beauftragt wurden, mussten „als Gegner des Nationalsozialismus und Militarismus bekannt, persönlich unbescholten und gerechtdenkend sein“ (Art. 28).

### Spruchkammerverfahren

#### Meldeverfahren
Jeder Deutsche über 18 Jahren hatte einen Meldebogen auszufüllen und bei dem für die zuständige Spruchkammer bestellten öffentlichen Kläger einzureichen (Art. 3). Im Meldebogen waren neben den persönlichen Angaben vor allem die Mitgliedschaft in der NSDAP und ihren Organisationen sowie bestimmte berufliche Tätigkeiten, etwa als höherer Beamter in der NS-Verwaltung oder als Richter oder Staatsanwalt beim Volksgerichtshof, bei Sondergerichten, Partei-, SS- und SA-Gerichten oder Standgerichten offenzulegen.

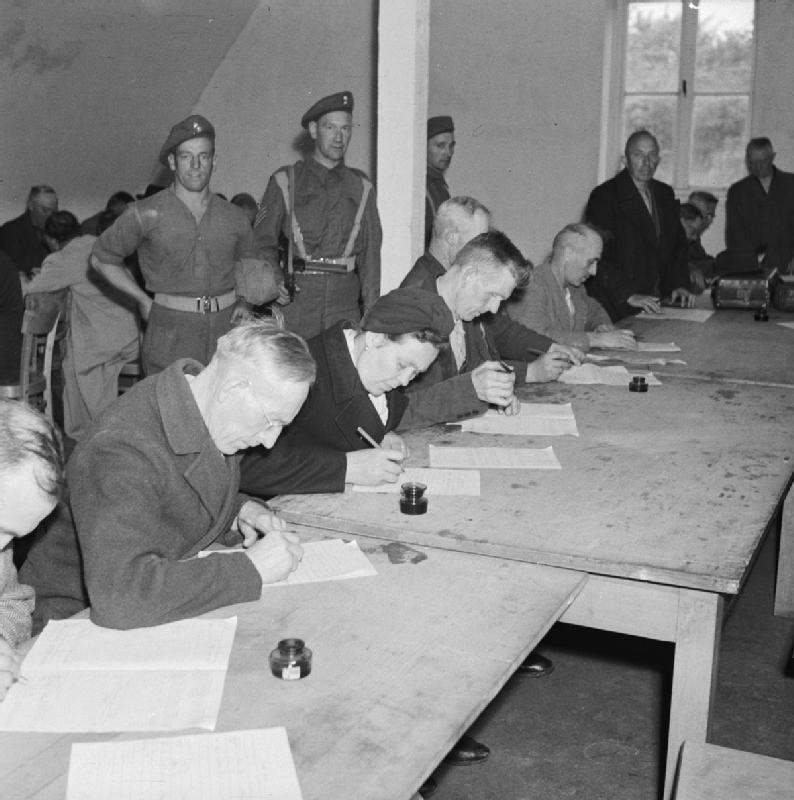
Ausfüllen von Fragebögen in einem Internierungslager der britischen Besatzungszone (Hamburg, 1945)

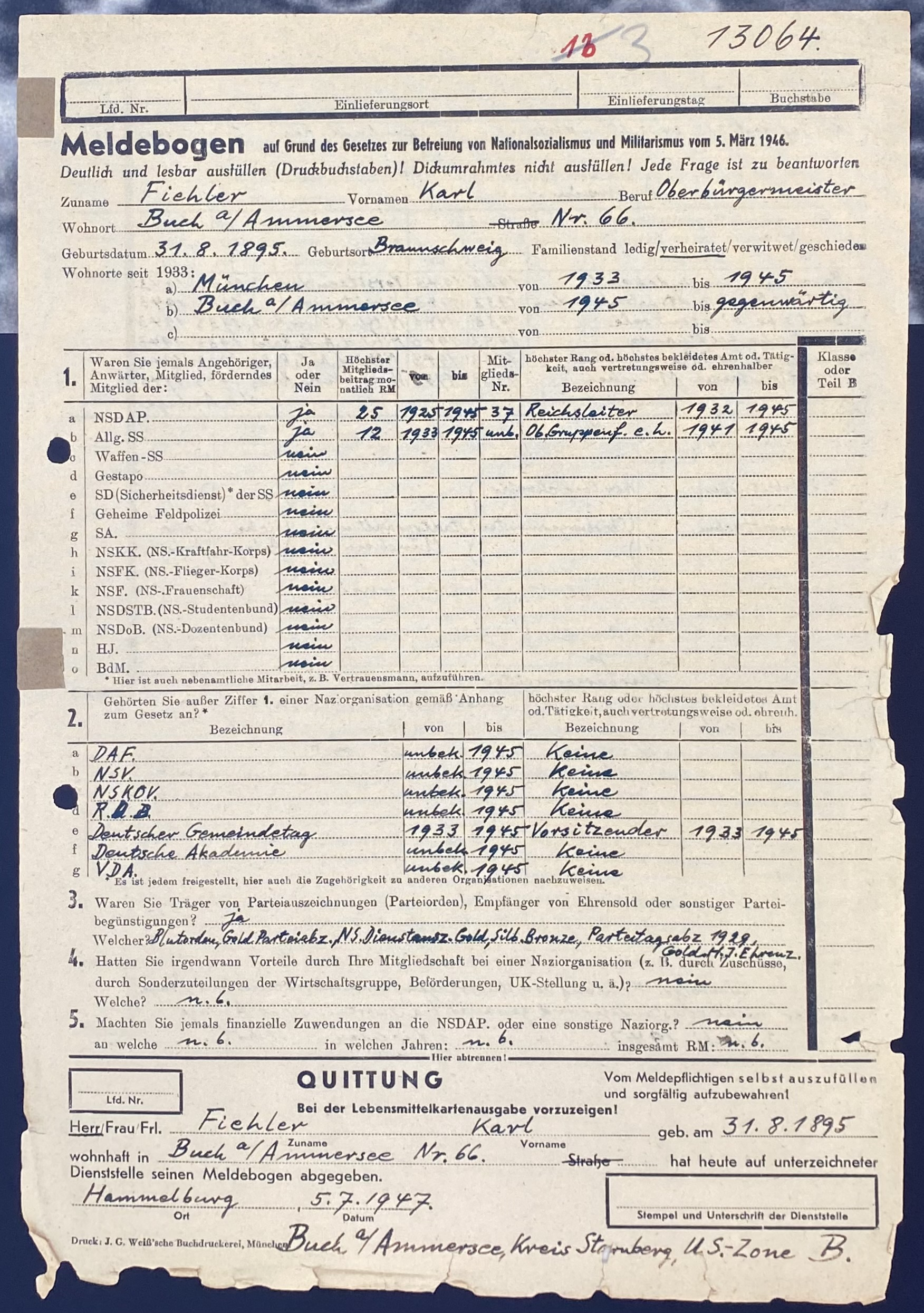
Meldebogen des Karl Fiehler

Der öffentliche Kläger prüfte die Meldebögen und leitete Ermittlungen von Amts wegen ein (Art. 33). Zur Beurteilung der Frage, ob eine Person als Hauptschuldiger oder Belasteter anzusehen ist, zog er die Anlage zum Befreiungsgesetz heran. Die Mitgliedschaft oder Tätigkeit für die dort aufgeführten NS-Organisationen begründete eine entsprechende widerlegliche Vermutung. In diesem Zusammenhang bediente man sich der zum Großteil erhaltenen Liste von NSDAP-Parteimitgliedsnummern mit über 10 Millionen Mitglieder-Karten, die am 20. Mai 1945 in der Papierfabrik Josef Wirth in Freimann bei München im Zentralarchiv der NSDAP entdeckt worden waren und dort eingestampft werden sollten. Hans Huber, der Geschäftsführer der Papiermühle, verzögerte jedoch die Vernichtung. Alle Behörden des Staates, der Gemeinden und der Polizeiverwaltung, sowie die Selbst- und Sonderverwaltungen hatten den mit dem Vollzug des Gesetzes betrauten Stellen Rechtshilfe zu leisten (Art. 56). Falsche oder irreführende Angaben sowie das Verschleiern erheblicher Tatsachen war strafbar (Art. 65).
Gegen Hauptschuldige und Belastete wurde mündlich verhandelt. Gegen Minderbelastete und Mitläufer wurde im schriftlichen Verfahren entschieden. Gegen Entlastete stellte der öffentliche Kläger das Verfahren ein.
Gegen die Einstufung des öffentlichen Klägers trug der Betroffene die Beweislast (Art. 43), d. h. er musste den Beweis dafür antreten, in eine günstigere Gruppe eingestuft zu werden.
Bei der Entscheidung über die Zuweisung des Betroffenen in die Gruppen Verantwortlicher sollte die Kammer insbesondere berücksichtigen (Art. 39):

Zu Ungunsten des Betroffenen:
1. eifriges persönliches Eintreten für nationalsozialistische Ideen und Maßnahmen;
2. Ausnutzung eines Vorgesetztenverhältnisses zu politischen Zwecken, unter anderem Druck auf Abhängige zum Eintritt in die NSDAP oder ihre Gliederungen;
3. Anwendung von politischem Druck zur Erreichung privater Ziele;
4. körperliche Misshandlung oder Bedrohung von politischen Gegnern;
5. unsoziales oder rohes Verhalten gegenüber politischen Gegnern, wirtschaftlich Schwächeren, insbesondere Abhängigen (z. B. gegenüber ausländischen Arbeitern) oder gegenüber rassischen oder religiösen Minderheiten;
6. Bedrohung von Beamten zur Erzwingung oder Unterlassung von Amtshandlungen.

Zu Gunsten des Betroffenen:
1. Austritt aus der NSDAP und ihrer Gliederungen vor dem 30. Januar 1933 oder später durch persönliche Erklärung unter Verhältnissen, in denen Mut dazu gehörte, und Ausschluß aus der NSDAP und ihrer Gliederungen, wenn dieser wegen Widerstandes gegen Parteiforderungen und nicht wegen ehrenrührigen Verhaltens erfolgte. Späterer Wiedereintritt hebt die Wirkung einer solchen Austrittserklärung oder eines Ausschlusses auf;
2. nachweisbare Zusammenarbeit mit einer Widerstandsbewegung oder mit anderen gegen die nationalsozialistische Gewaltherrschaft gerichteten Bewegungen, wenn dieser Widerstand auf antinationalsozialistischen und antimilitaristischen Beweggründen beruhte;
3. nachweisbare regelmäßige öffentliche Teilnahme an den Veranstaltungen einer anerkannten Religionsgesellschaft, sofern klar erwiesen ist, daß diese Teilnahme eine Ablehnung des Nationalsozialismus bedeutete;
4. nachweisbare wiederholte Förderung und Unterstützung von Opfern und Gegnern des Nationalsozialismus, sofern sie auf antinationalsozialistischen Beweggründen beruhte;
5. nachweisbare politische Verfolgung oder Unterdrückung durch die nationalsozialistische Gewaltherrschaft wegen antinationalsozialistischer Tätigkeit oder Haltung trotz Zugehörigkeit zur NSDAP oder einer ihrer Gliederungen.

Der Spruch der Kammer qualifizierte den Betroffenen als Hauptschuldigen, Belasteten, Minderbelasteten (Bewährungsgruppe), Mitläufer oder Entlasteten und ordnete die gebotenen Sühnemaßnahmen an (Art. 41).
Gegen die Einreihung in eine Gruppe als auch gegen die Festsetzung von Sühnemaßnahmen war Berufung möglich. Auf Grund neuer wesentlicher Tatsachen oder Beweismittel konnte das Verfahren auf Antrag wieder aufgenommen werden (Art. 46 bis 48). Ausgeschlossen war jedoch eine Verfassungsbeschwerde. Die in Art. 139 GG genannten Befreiungsgesetze sind an keine Übereinstimmung mit den Grundrechten gebunden und unterliegen somit nicht der Nachprüfung des Bundesverfassungsgerichts auf ihre Verfassungsmäßigkeit.
Rechtskräftige Entscheidung über die Einreihung des Betroffenen und die von ihm verwirkten Sühnemaßnahmen wurden in seinen Personalausweis und in ein hierfür angelegtes Register eingetragen (Art 51).
Dem Minister für politische Befreiung war ein umfassendes Prüfungs- und Gnadenrecht vorbehalten (Art. 52 bis 54).

#### Antragsverfahren
Es konnte gem. Art. 32 auch ein Verfahren nach dem Befreiungsgesetz beantragt werden von
1. dem Minister für politische Befreiung und seine Beauftragten;
2. dem öffentliche Kläger;
3. dem Bürgermeister der gegenwärtigen und der früheren Wohngemeinde;
4. bei Beamten und Angestellten der öffentlichen Verwaltung die oberste im Lande befindliche Dienstbehörde;
5. der Verletzte, sofern er durch den Betroffenen im Einzelfall unmittelbar geschädigt ist;
6. den Gewerkschaften, Berufs- und Standesvertretungen und den im Landesmaßstab zugelassenen politischen Parteien, sowie jede andere zugelassene Organisation;
7. dem Betroffenen selbst oder seinem gesetzlicher Vertreter.

War der Betroffene als Hauptschuldiger oder Belasteter anzusehen und bereits tot, so konnte auf Anordnung des Ministers für politische Befreiung dennoch ein Verfahren zur ganzen oder teilweisen Einziehung des im Lande gelegenen Nachlasses ohne Rücksicht auf die gesetzliche Erbfolge oder letztwillige Verfügungen durchgeführt werden (Art. 37). Aufgrund dieser Bestimmung wurde auf Antrag des bayerischen Staatsministeris für Sonderaufgaben Ludwig Hagenauer mit Entscheidung der Spruchkammer München vom 15. Oktober 1948 das private Vermögen Adolf Hitlers als Beitrag zur Wiedergutmachung eingezogen und dem Freistaat Bayern übertragen.

### Gesetzliches Tätigkeits- und Beschäftigungsverbot
Nach dem Gesetz Nr. 8 vom 26. September 1945 geltende Beschäftigungs- und Betätigungsverbote galten bis zur rechtskräftigen Entscheidung einer Spruchkammer fort. Personen, deren Beschäftigung oder Tätigkeit von der Militärregierung auf Grund des Gesetzes Nr. 8 einstweilen genehmigt worden war, durften bis zur rechtskräftigen Entscheidung durch die Kammer weiter tätig sein. Nach Entscheidung der Kammer bestimmten sich die Beschränkungen hinsichtlich Beschäftigung oder Betätigung nach den aufgrund des Befreiungsgesetzes auferlegten Sühnemaßnahmen (Art. 58).

### Schlussbestimmungen
Strafbar war etwa die Abgabe falscher oder irreführender Bescheinigungen oder Erklärungen oder die Verschleierung entscheidungserheblicher Tatsachen, das Zuwiderhandeln gegen ein Beschäftigungsverbot sowie das Beiseiteschaffen und Verheimlichen von Vermögen oder einem anderen dazu Hilfe zu leisten (Art. 65).

## Entnazifizierungseinstufungen im Bundesgebiet
Ende 1950 räumte der Hochkommissar in Deutschland McCloy zwar ein, dass die Spruchkammerverfahren in der amerikanischen Besatzungszone unter einer Reihe von Problemen litten, bewertete ihre Ergebnisse aber insgesamt positiv und sah ihr Hauptziel, die Auseinandersetzung der Deutschen mit ihrem Verhalten im „Dritten Reich“ und die Reintegration der Minderbelasteten in die Gesellschaft, als erreicht an.
In der ehemaligen amerikanischen, britischen und französischen Besatzungszone wurden bis 1950 insgesamt 0,7 % der Überprüften als Hauptschuldige oder Belastete eingestuft. Mehr als die Hälfte galt als Mitläufer oder Entlastete, mehr als ein Drittel der Verfahren wurde eingestellt.

## Vermögenseinziehung zur Wiedergutmachung
Die nach dem Befreiungsgesetz eingezogenen Vermögenswerte wurden in den Ländern zunächst in Sonderfonds zum Zwecke der Wiedergutmachung eingebracht und später im Rahmen der deutschen Wiedergutmachungspolitik für die Finanzierung von Leistungen an Opfer der nationalsozialistischen Verfolgung nach dem Bundesentschädigungsgesetz verwendet.
Nicht darunter fielen nach dem Militärregierungsgesetz Nr. 59 rückerstattungspflichtige Vermögensgegenstände.
Das in Bayern nach dem Befreiungsgesetz rechtskräftig entzogene Grundeigentum sollte für eine Bodenreform verwendet werden, wozu es jedoch nicht kam.